# Mind, volume 4
Mind, volume 4 (subtitel Pass) is een studioalbum van Isildurs Bane. Het is een voortzetting van hun Mind-reeks, staande voor Music investigating new dimensions. Het nieuwe aan dit album is dat er gezongen wordt, iets dat Isildurs Bane los had gelaten in 1987. Daarentegen is de muziek al wat ouder; het was bedoeld voor een project onder de naam Screenplay, dat niet doorging. De muziek werd opnieuw gearrangeerd en teksten werden aangescherpt. Opnamen vonden plaats in Tits & Ass Studio te Halmstad, Zweden. 

## Musici
- Mariette Hansson – zang (track 1, 2, 6, 8, 9, 16)
- Anna Lönnberg – zang (1, 6, 10, 11, 12, 13, 16)
- Fredrik Johansson – basgitaar (1, 4, 6, 7, 8, 10, 11, 12, 13, 14, 15)
- Mats Johansson – toetsinstrumenten
- Klas Assersson – percussie (2, 4, 8, 10, 12, 14, 15)
- Jonas Christophs – gitaar (2, 4, 6, 7, 8, 9, 10, 11, 12,  13, 14, 15)
- Joachim Gustafsson – viool (2, 9, 10)
- Christof Jeppson – zang (2, 4, 6, 8, 10, 11, 12, 13, 15)
- Linnea Olsson – zang (2, 6, 8, 9; cello (6)
- Björn J:son Lindh – dwarsfluit (2, 8, 9, 10, 12, 16), blokfluit (7, 8)
- Kjell Severinsson – (elektronisch) drumstel (2, 4, 8, 9, 10, 11, 12, 15), djembe (7, 13)
- Frederik Davindsson – trompet, flugelhorn, kornet (2, 8, 15)
- Martin Söderlund – trombone, bastrombone, tuba (2, 8, 15)
- Lars-Erik Björklund – zang (6)
- Luca Calabrese – gitaar (12)
- Povel Ohlsson – zang (12)

## Muziek
De muziek is van Mats Johansson, teksten van Christof Jeppson, behalve Rage van Fredrik Johansson. De muziek bestaat uit vier suites

| Nr. | Titel       | Duur |
| --- | ----------- | ---- |
| 1.  | Here (Halo) | 1:24 |
| 2.  | Here (Heal) | 5:03 |
| 3.  | Here (Fury) | 0:46 |
| 4.  | Here (Cage) | 5:31 |
| 5.  | Hope (Arch) | 1:00 |
| 6.  | Hope (Good) | 3:15 |
| 7.  | Hope (Open) | 2:17 |
| 8.  | Hope (Eyes) | 6:38 |
| 9.  | Fear (Self) | 2:44 |
| 10. | Fear (Idea) | 8:32 |
| 11. | Fear (Talk) | 1:40 |
| 12. | Fear (Rage) | 5:33 |
| 13. | Pass (Part) | 2:11 |
| 14. | Pass (Dark) | 1:39 |
| 15. | Pass (Loss) | 4:00 |
| 16. | Pass (Ends) | 4:14 |